# Mann+Hummel
Die Mann + Hummel International GmbH & Co. KG (Eigenschreibweise: MANN+HUMMEL) ist die Konzernobergesellschaft der Mann + Hummel-Gruppe mit Hauptsitz im württembergischen Ludwigsburg. Der Konzern befindet sich vollständig im Familienbesitz.
Mann + Hummel ist ein Hersteller für Flüssigkeits- und Luftfiltersysteme, Ansaugsysteme und Innenraumfilter. Weitere Produkte sind Zylinderkopfhauben aus Kunststoff sowie Filterelemente für die Automobilindustrie. Für den Maschinenbau, die Verfahrenstechnik und die industrielle Fertigung umfasst das Produktportfolio Industriefilter, sowie Membranfilter und Anlagen für die Wasserfiltration. Knapp 90 Prozent des Jahresumsatzes von rund 4 Milliarden Euro entfallen auf die Tätigkeit als Automobilzulieferer. Das Unternehmen und seine Tochtergesellschaften unterhalten weltweit über 80 Standorte.

## Geschichte
Adolf Mann und Erich Hummel, Geschäftsführer des Stuttgarter Bekleidungsherstellers Bleyle, erwarben nach der kriegsbedingten Einstellung der Bleyle-Strickwarenproduktion die Filteranlagen-Sparte des Automobilzulieferers Mahle und nahmen 1941 als Filterwerk Mann+Hummel GmbH mit bisherigen Bleyle-Mitarbeitern vor dem Hintergrund der Kriegswirtschaft im Nationalsozialismus die Fabrikation von Textil- und Filzluftfiltern für die Fahrzeugindustrie auf. Unter anderem wurden Luftfilter für die Maybach-Motoren HL 230 hergestellt, welche in den deutschen Panzerkampfwagen des Typs Panther und Tiger eingebaut waren. Nach Kriegsende erfolgte ein sukzessiver Ausbau der Produktion. So wurden 1954 ein zweites Werk in Ludwigsburg sowie die Zweigstandorte in Bösperde (1946) und in Marklkofen (1962) eingerichtet. Neben Luftfiltern werden seit 1958 auch Ölfilter hergestellt, die ebenfalls überwiegend an die Automobilindustrie geliefert werden. Im Firmennamen entfiel die Bezeichnung „Filterwerk“ 2003 mit der Umfirmierung in Mann+Hummel GmbH.
Ab Ende der 1940er-Jahre war Mann+Hummel unter der Bezeichnung Mann Pamina Moden auch in der Textilindustrie tätig, ehe dieser Geschäftszweig 1974 an Schiesser veräußert wurde. Weitere Diversifikation über die Filterherstellung hinaus besteht u. a. seit 1948 über den in der Geräteherstellung insbesondere für die Kunststoffindustrie tätigen Geschäftsbereich Anlagentechnik. Adolf Mann starb 1971, Erich Hummel 1984. Unternehmenschef ist seit Januar 2020 Kurk Wilks.
Aus der 1952 gegründeten Mann+Hummel-Betriebskrankenkasse ging die heutige MHplus Betriebskrankenkasse hervor.

## Produkte

### Produkte für die Erstausrüstung von Pkw und Nutzfahrzeugen

#### Luftfiltersysteme

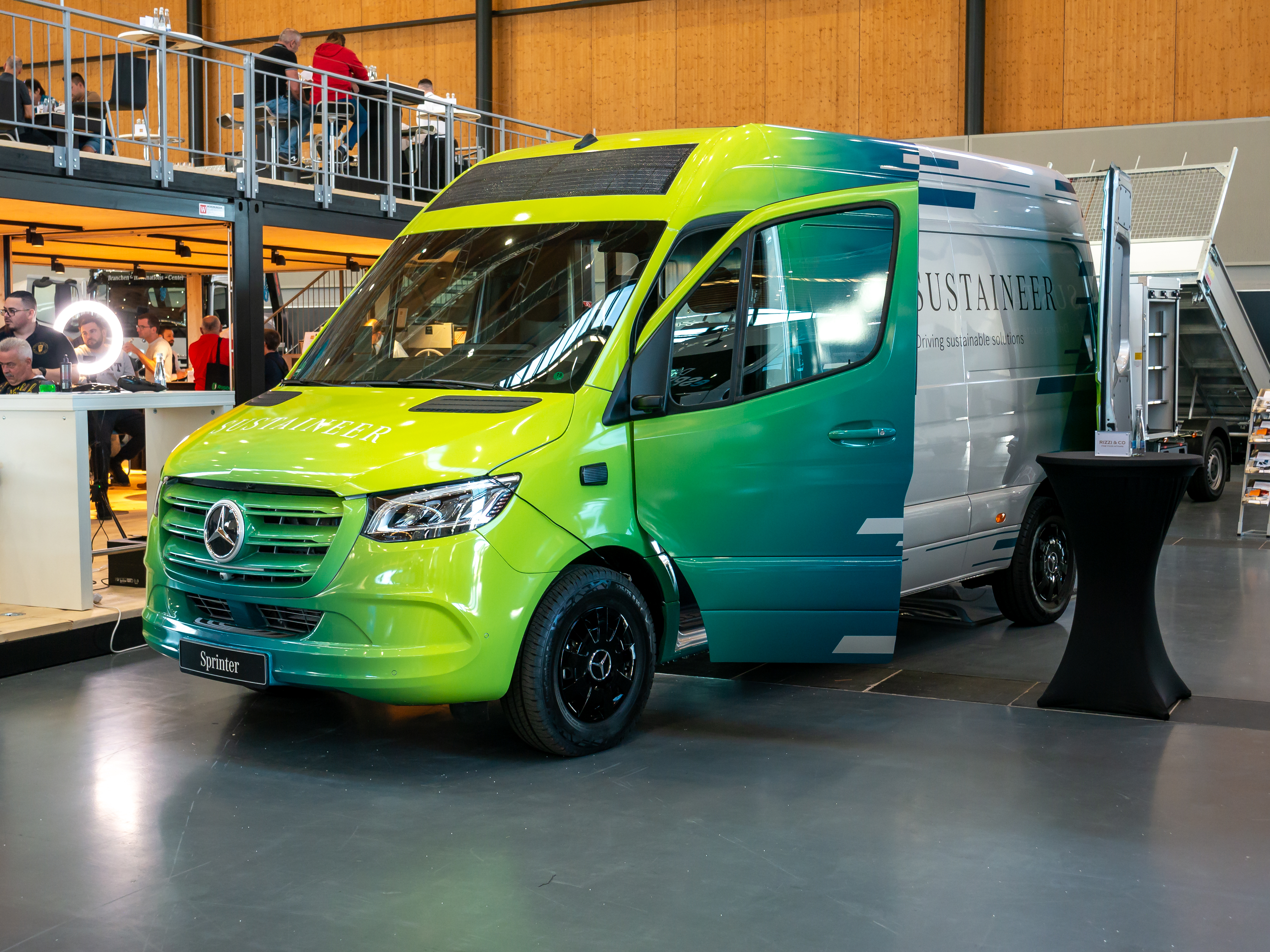
Mercedes-Benz Sustaineer Concept mit Mann+Hummel-Feinstaubfilter im Kühlergrill

- Innenraumfilter, Luftfilter, Luftfiltersysteme, Komponenten
- Luftführungskomponenten: Roh-, Rein- und Ladeluftrohre
- Kurbelgehäuseentlüftungssysteme und Komponenten

#### Saugsysteme
- Saugsysteme und Module
- Komponenten zur Drall- und Tumblesteuerung

#### Flüssigkeitsfiltersysteme
- Ölfilter und Ölfiltersysteme
- Ölzentrifugen
- Kraftstofffilter und Kraftstofffiltersysteme

#### Teilsysteme und Komponenten am und um den Motor
- Zylinderkopfhauben
- Abdeckungen für den Motorraum
- Flüssigkeitsbehälter
- Akustikkomponenten: Breitbanddämpfer, Resonatoren, Soundleitung, Symposer und Mündungsklappe
- Technische Kunststoffteile für den Motorraum

### Filterelemente und Systeme für Industrie und Handel

#### Filterelemente
- Filterelemente für Luft und Flüssigkeiten (Öl, Kraftstoff)
- Innenraumfilter
- Trockenmittelboxen
- Kühlwasserfilter
- Öl- und Kraftstoffwechselfilter
- Filterelemente für Ölnebelabscheider
- Harnstofffilter

#### Industriefilter
- Filterelemente und -module für Industrie- und Sonderanwendungen, Verbrennungsmotoren, Bau- und Landmaschinen, Kompressoren, Vakuumpumpen und den Maschinenbau
- Innenraumfilter
- Luftentölelemente
- Ölzentrifugen
- Filter für die Funkenerosion

### Produkte und Anlagen für die Wasserfiltration
- Mikro-, Ultra- und Nanofiltrationsanlagen
- Umkehrosmoseanlagen und Bioreaktoren für die Wasser- und Abwasserfiltration

### Lösungen für saubere Luft
- Geräte zur Messung und Steuerung von Innenraumluftqualität
- Stationäre und mobile Filterelemente zur Reduzierung der Feinstaubbelastung

## Umweltschutz und Nachhaltigkeit
Seit Anfang 2006 hat die gesamte Gruppe einen einheitlichen Umweltschutzstandard. Bereits 1998 führte Sonneberg als erster Standort ein Umweltmanagementsystem ein.
Neben der umweltschonenden Produktion steht zunehmend auch die Umweltverträglichkeit der Produkte selbst im Fokus. Kunststoffmaterialien aus der Wiederverwertung – so genannte „Recompounded Plastic Materials“ – können die Umweltbelastung deutlich verringern. Mann+Hummel hat zum Beispiel eine Zylinderkopfhaube aus einem solchen Recompounded Plastic Material entwickelt und in die Serie eingeführt. Das Material besteht aus Polyamidfasern, die als Ausschuss und Überproduktion bei der Teppichherstellung entstehen.
Kunststoff bietet neben Gewichtsvorteilen auch neue Möglichkeiten bei der Bauteilgestaltung und damit einen höheren Grad an Funktionsintegration. Dadurch reduziert sich in der Regel der Materialverbrauch. Ein Beispiel dafür ist der auf der IAA 2007 vorgestellte Prototyp einer Kunststoffölwanne.

## Forschung und Entwicklung
Mann+Hummel beschäftigt rund 1.200 Mitarbeiter in der Forschung und Entwicklung und hält über 3.000 Patente, Patentanmeldungen und Gebrauchsmuster.
Forschungsgebiete sind Filtermaterialien und Komponenten für Biokraftstoffe, luftgekühlte Akkus und Systeme, die den Druck und die Luftfeuchtigkeit innerhalb der Lithium-Ionen-Batterie regulieren und die Akkus schützen. Zudem entwickelt das Unternehmen Lösungen im Bereich Wasserfiltration sowie Außenluftqualität. Seit 2017 testet das Unternehmen in diversen Pilotprojekten Lösungen zur Reduzierung der Feinstaubbelastung.